# Noël Baudry
Pour les articles homonymes, voir Baudry.

a Compétitions nationales et continentales officielles uniquement.

b Matchs officiels uniquement.
Noël Baudry est un joueur international français de rugby à XV, né le 1er avril 1914 à Saint-Exupéry (aujourd'hui Saint-Exupéry-les-Roches) en Corrèze et mort le 21 février 2000 à Clermont-Ferrand, de 1,66 m pour 71 kg, ayant évolué au poste d'arrière en sélection nationale.

## Biographie
Noël Baudry est né à Saint-Exupéry-les-Roches, en Corrèze, le 1er avril 1914. Son père a été prisonnier de guerre de 1914 à 1918. En 1926, il est interne au lycée Blaise-Pascal à Clermont-Ferrand où il découvre ce sport qui devient sa grande passion, le rugby. Il y reste quatre ans, rappelé auprès de sa mère à la suite du décès de son père, il aide celle-ci aux travaux de la petite ferme qu'ils exploitent à Saint-Exupéry.
Malgré son jeune âge, il apprend le métier de garçon boucher et de marchand de bestiaux en même temps.
Grâce aux docteurs Henri Queuille et André Belcour, il obtient une bourse comme pupille de la Nation qui lui permet de reprendre ses études à Clermont-Ferrand ; là il passe son concours pour entrer à l'école vétérinaire d'Alfort.
Mobilisé en 1939, en mai 1940 il est sur la frontière luxembourgeoise dans un centre vétérinaire avancé. Démobilisé, il poursuit ses études à l'école vétérinaire de Toulouse. Il obtient son diplôme de docteur vétérinaire, métier qu'il n'exerce pas, se consacrant avec son épouse à leur commerce dans la ville d'Ussel.
Pendant la guerre, il participe avec Henri Queuille au départ de Pierre Queuille pour l'Angleterre ainsi qu'au départ de Koenig. À la demande du maire d'Ussel, François Var, il récupère la statue de Trech Laplène et la cache chez lui à Labardoire. Il aide le Docteur Sirieix dans son équipe sanitaire. Avec Jean Cousteix et Gaby Buisson, le 17 août 1944, avant l'arrivée de la colonne allemande, ils récupèrent trois cadavres allemands pour les conduire à l'hôpital.
À la suite de son retour en Corrèze, il exerce sa profession de vétérinaire et entraîne les jeunes d'Ussel au rugby.
Après la guerre, de 1954 à 1962 il devient adjoint au maire d'Ussel.
Il est père de plusieurs fils, dont aucun ne pratique le rugby, néanmoins l'un d'eux est tout de même capitaine de l'équipe de France de ski nautique et remporte deux titres de champion d'Europe par équipe.

### Carrière

#### En club
En 1929, il intègre l'équipe (l'Iris) du lycée Blaise-Pascal. 
En 1930, il joue au Compound club athlétic ussellois (qui sera remplacé en 1941 par l'USU).
De 1932 à 1935 il joue au Clermont université club (CUC). 
Il occupe en équipe de France scolaire le poste d'arrière, lorsqu'il joue de 1935 à 1939 au Paris université club ; de suite il intègre l'équipe de France Universitaire de 1941 à 1943 alors joueur du Stade toulousain, puis devient en 1943-1944 capitaine entraîneur de l'AS Bortoise et en 1944-1945 capitaine entraîneur du C.A Briviste. 
De 1945 à 1951, il joue au sein de l'AS Montferrand où il alterne entre les postes de centre, arrière ainsi que parfois demi d'ouverture, club où il est notamment capitaine et aide à entraîner également.
Et de 1951 à 1960, il termine sa carrière de rugbyman dans son fief natal d'Ussel dont il fait encore les beaux jours comme ouvreur ou arrière.
Noël Baudry a l'une des carrières les plus longues en rugby, d'une durée de 30 saisons officielles.

#### En équipe de France
En 1949, il obtient sa première cape en équipe de France B contre Combined Service International. Cette même année, il est sélectionné en équipe de France et connaît sa première sélection le 15 janvier 1949 contre l'Écosse dans le cadre du Tournoi des Cinq Nations 1949, puis dispute deux autres rencontres dans cette compétition contre l'Irlande et le Pays de Galles. Il joue également deux fois contre l'Argentine pour sa quatrième, puis sa dernière sélection. Il obtient ses sélections à 34 ans, ce qui fait de lui le joueur de rugby le plus âgé au monde pour une première sélection. 

## Palmarès

### En club
- Finaliste de la Coupe de France en 1947 (alors trois-quarts centre de Montferrand)

### En équipe de France
- 5 sélections en équipe de France en 1949 (dont 2 lors de la première tournée française à l'étranger (en Argentine)
- 2e du Tournoi des Cinq Nations en 1949 (dont il dispute 3 matchs)
- Il fut le plus ancien sélectionné du XV de France, débutant à 34 ans.
- Il est devenu sélectionneur plus particulièrement responsable de France B.